# Luís Meireles
Luís Meireles é um flautista português.

## Carreira
Luís Meireles começou sua formação no Conservatório de Música do Porto. Continuou seus estudos em Madrid, Bruxelas e Paris, onde estudou por nove anos. Obteve diplomas superiores em Flauta, Pedagogia e Música de Câmara pela École Normale de Musique, e um diploma de terceiro ciclo pelo Conservatório Municipal, também em Música de Câmara.
Já participou de mais de trezentos concertos, tanto como solista como em música de câmara. Também tocou em várias salas internacionais; alguns dos países em que tocou são Portugal, Espanha, França, Itália, Suíça, Bélgica, Inglaterra, Suécia, Finlândia, Alemanha, Polónia, República Checa, Eslováquia, Áustria, Hungria, Roménia, Macedónia, Grécia, Rússia e Casaquistão.
Estreou numerosas obras para flauta e foi solista de várias orquestras, inclusive internacionais. Desde 1996, forma um duo com a sua mulher, Maria José Souza Guedes, pianista. Ademais, teve concertos transmitidos ao vivo e em diferido, tanto por estações portuguesas (RTP, RDP) quanto internacionais (TV Macedónia, na Grécia, M6, na França, Rádio Bartok, na Hungria e rede de televisão oficial do Casaquistão).

## Ensino
É, desde 1991, professor no Conservatório do Porto. Foi também professor convidado de várias instituições: Academia de Música de Debrecen, Academic College do Conservatório Tchaikovsky, de Moscovo, Academia Nacional de Música do Casaquistão, Conservatório Darius Milhaud, de Paris, Inter-Fest Bitola, Cursos de Verão de Vertiskos, Conservatórios de Sassari, Tessalónica, Kielce e Funchal, assim como dos Cursos Internacionais do Porto e de Guimarães.

## Discografia
Luís Meireles gravou sete CDs: quatro interpretam obras para flauta e piano - tocadas com sua esposa, Maria José Souza Guedes -, dois abordam músicas para flauta, ou flauta e piano, portuguesas, e o último interpreta Haydn, com seu filho Pedro Meireles ao violino Ken Ichinose no violoncelo.
- Franz Schubert / César Franck / Francis Poulenc[nota 4] (1998)
- Flauta Contemporânea Portuguesa (1998)
- Beethoven / Donizetti / Reicecke / Enesco / Martin[nota 4](2000)
- Música Portuguesa[nota 5] (2000)
- Sonatas de Gabriel Fauré e Sergei Prokofiev[nota 4](2003)
- Late Romantic - obras de Widor, Pierné e R. Strauss[nota 4](2009)
- Divertimenti - Haydn - Seis divertimentos para flauta violino e violoncelo[nota 6] (2009)